# Aurora Consurgens (album)
 (juillet 2023).
Si vous disposez d'ouvrages ou d'articles de référence ou si vous connaissez des sites web de qualité traitant du thème abordé ici, merci de compléter l'article en donnant les références utiles à sa vérifiabilité et en les liant à la section « Notes et références ».
Albums de Angra
Temple of Shadows
(2004) Aqua
(2010)
Aurora Consurgens est le sixième album du groupe brésilien de heavy metal Angra.

## Liste des morceaux
Les dix pistes de cet album sont :
1. "The Course of Nature" – 4:30
2. "The Voice Commanding You" – 5:27
3. "Ego Painted Grey" – 5:38
4. "Breaking Ties" – 3:29
5. "Salvation: Suicide" – 4:21
6. "Window to Nowhere" – 6:02
7. "So Near So Far" – 7:09
8. "Passing By" – 6:32
9. "Scream Your Heart Out" – 4:25
10. "Abandoned Fate" – 3:09

## Formation
- Edu Falaschi (chant)
- Kiko Loureiro (guitare)
- Rafael Bittencourt (guitare)
- Felipe Andreoli (basse)
- Aquiles Priester (batterie)